# Altes Stadthaus (Berlín)
El Altes Stadthaus (en alemán: Antiguo Ayuntamiento) es un antiguo edificio administrativo en Berlín, actualmente utilizado por el senado de la ciudad. Se encuentra frente a la plaza de Molkenmarkt y está delimitado por cuatro calles: Jüdenstraße, Klosterstraße, Parochialstraße y Stralauer Straße. Diseñado por Ludwig Hoffmann, jefe de construcción de la ciudad, fue edificado entre 1902 y 1911 con un coste de 7 000 000 de marcos (1 750 000 de dólares estadounidenses de la época) como complemento del Rotes Rathaus.
El edificio cuenta con cinco patios y numerosas esculturas, entre ellas 29 representaciones alegóricas de virtudes cívicas y deidades griegas en la torre. Una escultura de un oso de Georg Wrba, el símbolo de Berlín, se encuentra en el central Bärensaal (Salón del Oso).
Originalmente llamado "Neues Stadthaus" (Nuevo Ayuntamiento), se convirtió en sede del Consejo de Ministros de la RDA después de la Segunda Guerra Mundial. El edificio contiguo se convirtió en el centro de administración de Berlín Este, y también comenzó a denominarse "Neues Stadthaus". Para evitar confusiones, el Neues Stadthaus original pasó a conocerse como "Altes Stadthaus" (Antiguo Ayuntamiento).
Durante la Segunda Guerra Mundial, la campaña de bombardeos de los Aliados y los feroces combates en la batalla de Berlín causaron graves daños en el edificio; el techo fue casi completamente destruido, al igual que las estatuas sobre la entrada trasera, y hubo importantes daños por agua. En la primera fase de reconstrucción, en 1951, se retiró la estatua de la diosa Fortuna, y se supone que se fundió en 1962. El resto de las estatuas, urnas y otras tallas en el exterior fueron retiradas en 1976-77 debido a los daños causados por la lluvia. Completamente reformado en la década de 1990, la restauración exterior requirió la sustitución de unos 180 elementos escultóricos, entre ellos las figuras alegóricas de las virtudes, los jarrones gigantes, los marcos de las ventanas y una de las columnas. El techo original de mansardas fue reconstruido en 1998-99.